# International Lawn Tennis Challenge 1903
Die dritte Auflage der International Lawn Tennis Challenge, dem heutigen Davis Cup, wurde von 4. bis 8. August 1903 im Longwood Cricket Club in Chestnut Hill, Massachusetts ausgetragen. Wie in den vergangenen Ausgaben nahmen mit Titelverteidiger USA und den Britischen Inseln als Herausforderer wieder nur zwei Mannschaften teil. Es gab nur ein Spiel um den Titel. Die Britischen Inseln konnte den Bewerb zum ersten Mal gewinnen.

## Teilnehmer
Außer dem Titelverteidiger nahm nur ein einziger Herausforderer am Bewerb teil:
| - Britische Inseln |

## Ergebnis
| USA                                                                  | Finale | Britische Inseln                                             |
| -------------------------------------------------------------------- | --- | ------------------------------------------------------------ |
| Team Robert Wrenn William Larned George Wrenn Kapitän William Larned | Datum: 4. bis 8. August 1903 Ort: Longwood Cricket Club, Chestnut Hill (USA) Belag: Rasen \| William Larned \| w.o. \| Reggie Doherty \| \| Robert Wrenn \| 0:6, 3:6, 4:6 \| Laurence Doherty \| \| George Wrenn Robert Wrenn \| 5:7, 7:9, 6:2, 3:6 \| Laurence Doherty Reggie Doherty \| \| William Larned \| 3:6, 8:6, 0:6, 6:2, 5:7 \| Laurence Doherty \| \| Robert Wrenn \| 4:6, 6:3, 3:6, 8:6, 4:6 \| Reggie Doherty \| Resultat: 1:4 | Team Laurence Doherty Reggie Doherty Kapitän William Collins |
| William Larned                                                       | w.o. | Reggie Doherty                                               |
| Robert Wrenn                                                         | 0:6, 3:6, 4:6 | Laurence Doherty                                             |
| George Wrenn Robert Wrenn                                            | 5:7, 7:9, 6:2, 3:6 | Laurence Doherty Reggie Doherty                              |
| William Larned                                                       | 3:6, 8:6, 0:6, 6:2, 5:7 | Laurence Doherty                                             |
| Robert Wrenn                                                         | 4:6, 6:3, 3:6, 8:6, 4:6 | Reggie Doherty                                               |